# بارانگتس (شهرستان چیخانوف)
بارانگتس (به لهستانی:  Baraniec) یک روستا در لهستان است که در گمینا اویژنگ واقع شده‌است.